# Дуванський район
Дува́нський район (рос. Дуванский район, башк. Дыуан районы) — адміністративна одиниця Республіки Башкортостан Російської Федерації.
Адміністративний центр — село Месягутово.

## Населення
Населення району становить 30839 осіб (2019, 31068 у 2010, 31449 у 2002).

## Адміністративно-територіальний поділ
На території району утворено 13 сільських поселень, які називаються сільськими радами:
| Поселення                   | Площа, км² | Населення, осіб (2002) | Населення, осіб (2010) | Населення, осіб (2019) | Центр      | Населені пункти |
| --------------------------- | ---------- | ---------------------- | ---------------------- | ---------------------- | ---------- | --------------- |
| Арієвська сільська рада     | 91,17      | 1229                   | 1296                   | 1322                   | Арієво     | 6               |
| Вознесенська сільська рада  | 218,01     | 2479                   | 2365                   | 2103                   | Вознесенка | 2               |
| Дуванська сільська рада     | 850,06     | 4649                   | 4459                   | 4096                   | Дуван      | 9               |
| Заїмкинська сільська рада   | 165,92     | 752                    | 634                    | 502                    | Заїмка     | 4               |
| Лемазинська сільська рада   | 65,00      | 487                    | 531                    | 471                    | Лемази     | 2               |
| Месягутовська сільська рада | 208,66     | 11373                  | 11819                  | 13294                  | Месягутово | 4               |
| Метелинська сільська рада   | 225,30     | 1094                   | 1092                   | 1013                   | Метелі     | 2               |
| Михайловська сільська рада  | 388,60     | 1441                   | 1392                   | 1197                   | Михайловка | 7               |
| Рухтінська сільська рада    | 119,17     | 1447                   | 1458                   | 1368                   | Рухтіно    | 3               |
| Сальєвська сільська рада    | 230,64     | 940                    | 871                    | 729                    | Сальєвка   | 1               |
| Сікіязька сільська рада     | 197,88     | 1546                   | 1510                   | 1429                   | Сікіяз     | 4               |
| Улькундинська сільська рада | 227,03     | 1583                   | 1340                   | 1136                   | Улькунди   | 2               |
| Ярославська сільська рада   | 255,71     | 2429                   | 2301                   | 2176                   | Ярославка  | 1               |

## Найбільші населені пункти
| №  | Населений пункт | Населення, осіб (2002) | Населення, осіб (2010) |
| -- | --------------- | ---------------------- | ---------------------- |
| 1  | Месягутово      | 10 497                 | 10 883                 |
| 2  | Дуван           | 3 703                  | 3 669                  |
| 3  | Ярославка       | 2 429                  | 2 301                  |
| 4  | Улькунди        | 1 464                  | 1 255                  |
| 5  | Вознесенка      | 1 220                  | 1 217                  |
| 6  | Тастуба         | 1 259                  | 1 148                  |
| 7  | Метелі          | 1 080                  | 1 080                  |
| 8  | Михайловка      | 1 019                  | 994                    |
| 9  | Сальєвка        | 940                    | 871                    |
| 10 | Сікіяз          | 773                    | 773                    |